# Crypticus
Crypticus är ett släkte av skalbaggar som beskrevs av Edmund Reitter 1817. Crypticus ingår i familjen svartbaggar.
Släktet innehåller bara arten Crypticus quisquilius.